# バッカス (ルーベンス)
『バッカス』（露: Вакх、英: Bacchus）は、フランドルのバロック期の巨匠ピーテル・パウル・ルーベンスが1638-1640年に油彩で制作した絵画である。画家は委嘱によらず、自分の楽しみのためにこの作品を描いた。1772年に購入されて以来、サンクトペテルブルクのエルミタージュ美術館に所蔵されている。本来、作品は板上に描かれていたが、1891年にA. シドロフ (Sidorov) によりキャンバスに移し替えられた。ルーベンス自身による本作の複製が現在、フィレンツェのウフィツィ美術館に所蔵されている。

## 作品
ルーベンスは古代の文化・芸術に詳しかった教養人で、神話画を初め古代的モティーフを繰り返し描いた。この絵画は、ギリシア神話とローマ神話の中、最も重要で、かつ崇敬を受けた神の1人であるバッカスを描いている。ゼウスの息子である彼はワインとワイン造りの神であり、「ネプトゥーヌスよりはるかに多くの人を溺れ死にさせた」といわれる。バッカスを美貌で細身の青年として表す伝統に反して、ルーベンスは彼を肥満し、身体のたるんだ飲んだくれとして表した。酒樽にあたかも玉座のように座るバッカスは片足をトラの上に載せている。彼は醜いと同時に荘厳な存在にみえ、ルーベンスにより大地の豊饒さを神格化した存在として、かつ人間および人間の本能の美しさを神格化した存在として描かれた。彼は酒の海に自ら溺れながらも、ルーベンスの筆ゆえになぜか鑑賞者の共感を呼ぶ、醜くも愛すべき存在となっている。
なお、本作ではワインの樽に腰かけたバッカスがサテュロス、女性、2人のプットに囲まれているが、その構図は、泉の上にバッカスが座った構図を持つハンス・フレーデマン・デ・フリースの作品に依拠している。また、本作のバッカスの頭部は古代ローマ皇帝ウィテッリウスの大理石胸像にもとづいていると考えられている。本作はまた、マンテーニャの版画『バッカナリア』 (ルーヴル美術館) 、ハンス・バルドゥングの『バッカス』の素描、ティツィアーノの『アンドロス島のバッカス祭』 (プラド美術館) にも依拠している。
本作はルーベンスの死亡時に彼のアトリエにまだ残留していた数少ない作品のうちの1点で、甥のフィリップ・ルーベンスに遺された。作品はフィリップによりリシュリュー王子に売却され、後にクロザ・コレクションを経て、エルミタージュ美術館に移った。

## ギャラリー

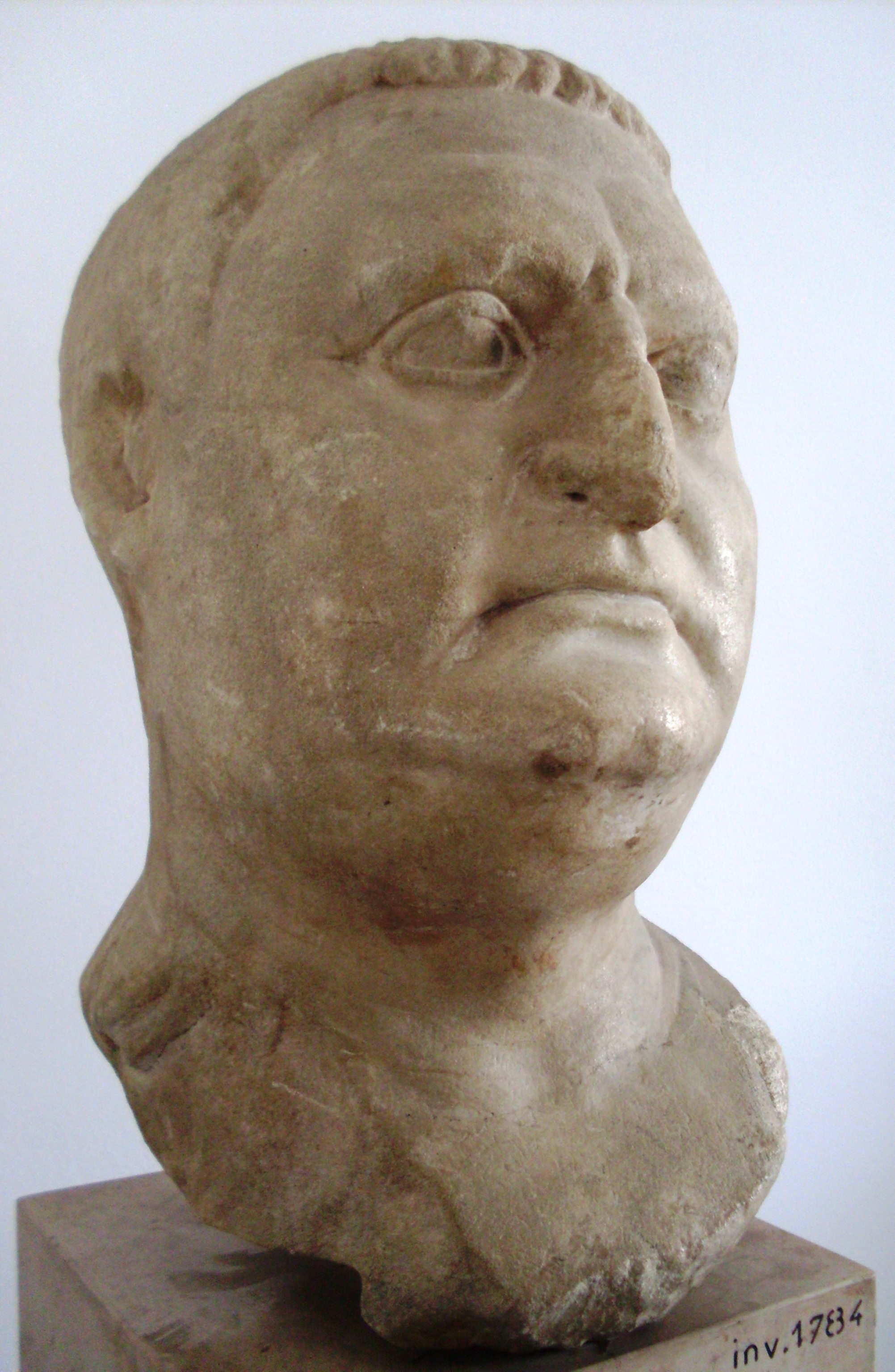
『ウィテッリウスの胸像』、バルド国立博物館、チュニス
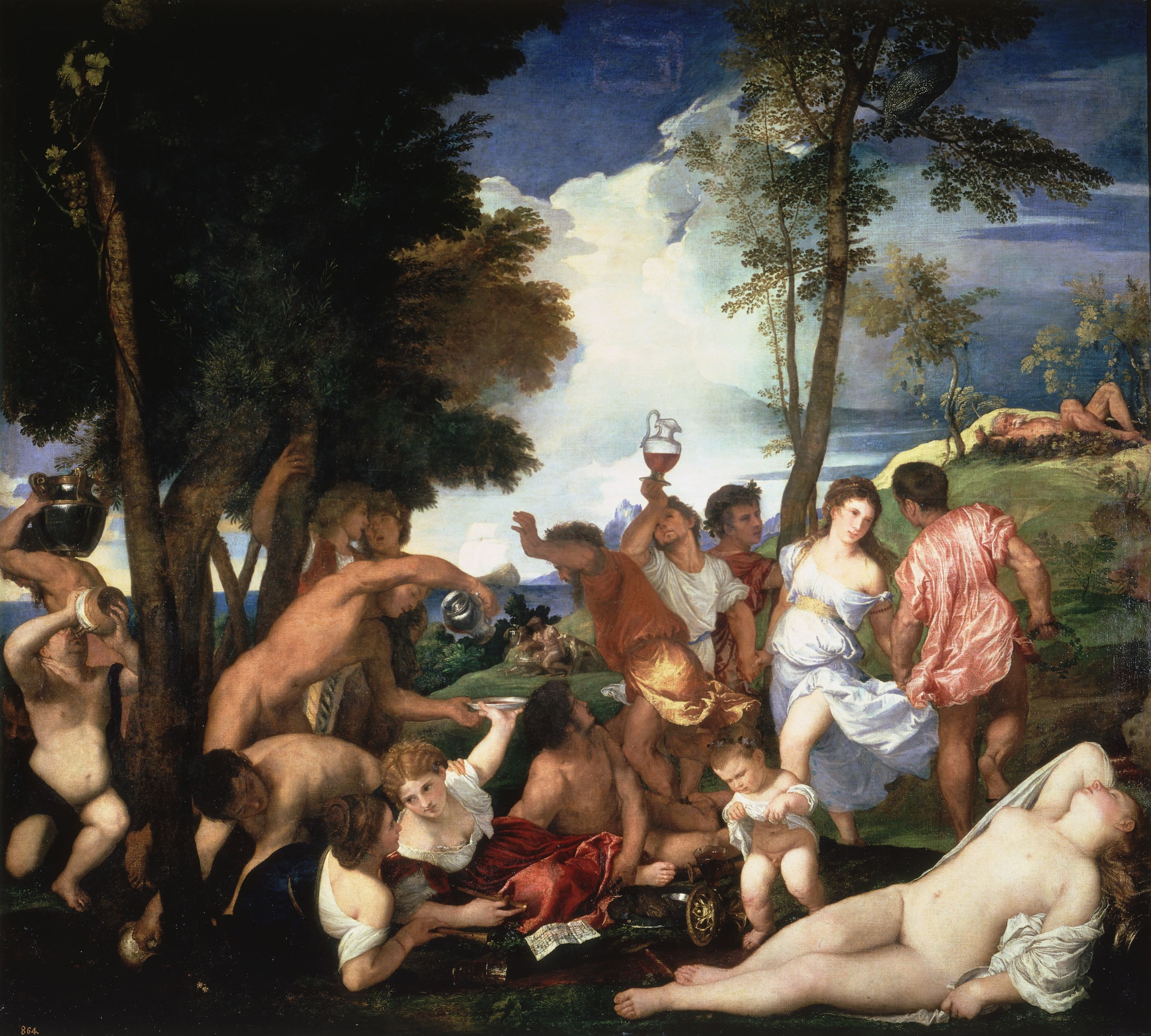
ティツィアーノ・ヴェチェッリオ『アンドロス島のバッカス祭』 (1523-1526年)、プラド美術館、マドリード